# Škoda 44E

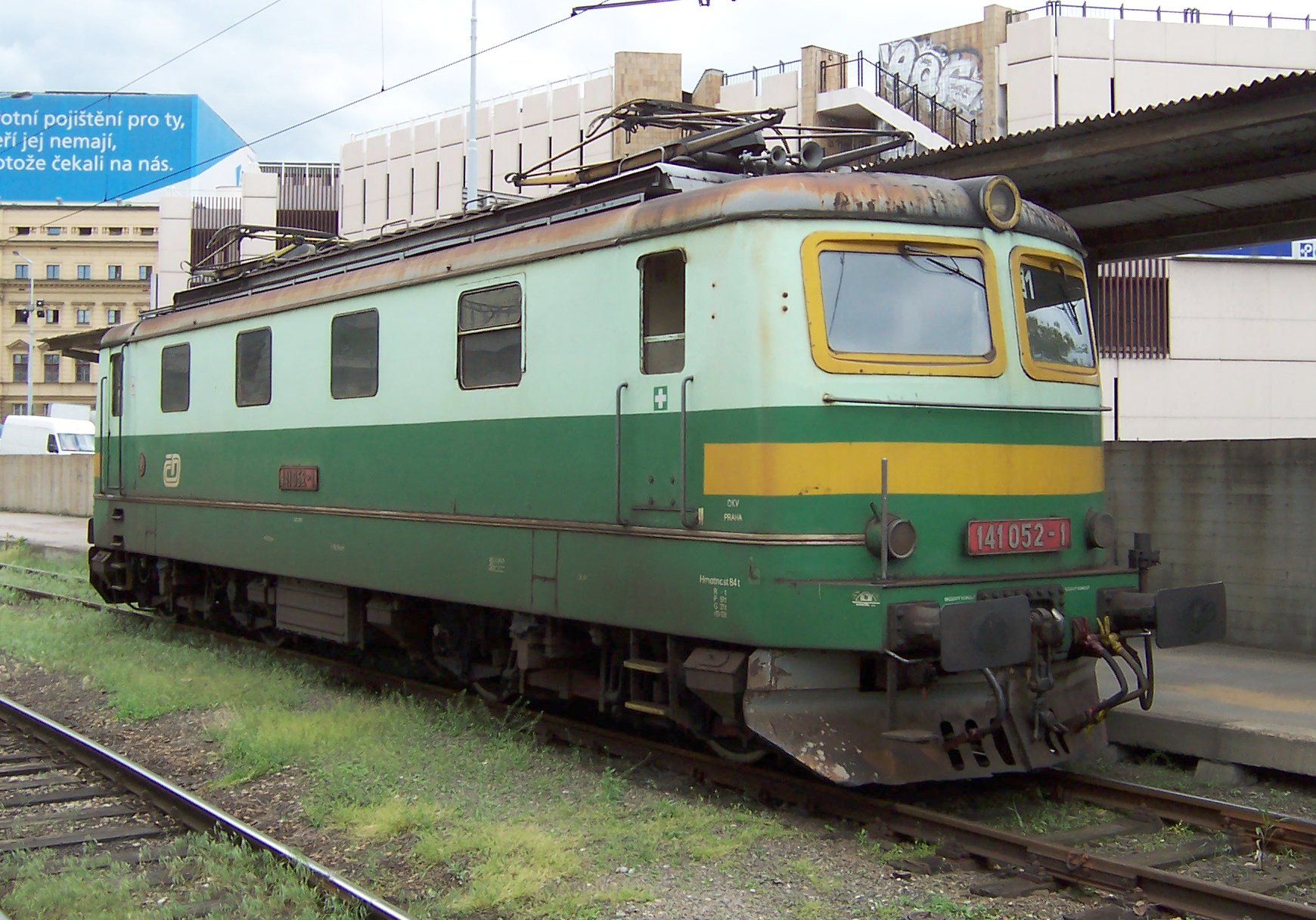
Czeska lokomotywa serii 141 (typ 30E2)

EU05 (typ 44E) 141 (wcześniej seria E499. typ 20E (prototyp) i 30E) – seria normalnotorowych uniwersalnych lokomotyw elektrycznych wyprodukowanych dla Polskich Kolei Państwowych i Czechosłowackich Kolei Państwowych przez zakłady Škoda w Pilźnie w Czechosłowacji.

## Konstrukcja
Lokomotywy posiadały bezwidłowe kolumnowe prowadzenie maźnic. Elektrowóz napędzały silniki Secheron całkowicie zawieszone na pudle. Zamontowano nastawnik automatyczny typu sprężynowego z głównym wałem krzywkowym z pneumatycznym napędem oraz elektropneumatyczny układ wyrównania nacisków zestawów kołowych. Między silnikami trakcyjnymi zamontowano klapę rozdziału powietrza chłodzącego. Żeliwne oporniki rozruchowe sterowane były zaworem elektropneumatycznym. Prądnice ładowania akumulatorów napędzane były przekładnią pasową przez silniki wentylatorów. Uniwersalna charakterystyka lokomotyw tej serii umożliwia wykorzystanie w ruchu towarowym oraz pasażerskim. W ruchu pasażerskim lokomotywy te mogą prowadzić składy o ciężarze 600 ton, osiągając szybkość 125 km/h oraz pociągi o ciężarze 1000 ton z szybkością do 100 km/h. W ruchu towarowym mogą prowadzić pociągi o ciężarze do 2000 ton z szybkością do 80 km/h.

## Eksploatacja

### Czechosłowacja/Czechy
Lokomotywy zaprojektowano we współpracy z firmami szwajcarskimi. Jazdy doświadczalne przeprowadzane były na polskich liniach kolejowych na początku lat pięćdziesiątych. Prototyp (E499.101) rozpoczął służbę 28 lutego 1959. Większość lokomotyw stacjonowała w lokomotywowniach w Pradze, ale także w Ústí nad Labem i Česká Třebová. Obecnie seria ta jest wycofywana, a ostatnie egzemplarze stacjonują w Pradze, Ústí nad Labem i Ołomuńcu. W Czechosłowacji lokomotywy te miały oznaczenie E499.1 (obecnie seria 141 ČD) i produkowane były w latach 1957–1960 w trzech typach 20E1 (prototyp), 30E1, 30E2 w liczbie 61 egzemplarzy.

### ZSRR
Lokomotywy typu 29E przystosowano do pracy na szerokości toru 1524 mm. W ZSRR otrzymały oznaczenie ЧС3 i eksploatowane są do dziś w przewozach pasażerskich (często parami). W latach 1960–1961 wyprodukowano także 87 sztuk typu 29E dla kolei ZSRR.

### Polska
Trzydzieści lokomotyw zostało zamówionych przez Polskie Koleje Państwowe. Elektrowozy prowadziły pociągi ekspresowe. Pod koniec lat sześćdziesiątych lokomotywy EU05 regularnie prowadziły pociąg ekspresowy Hutnik na trasie Warszawa – Praga. Elektrowozy stacjonowały w lokomotywowni Warszawa Odolany. Przez zmianę przełożenia przekładni przystosowano do prędkości 160 km/h i oznakowano jako EP05 27 lokomotyw. W latach 60. trzy lokomotywy o numerach 09, 12 i 19 zostały uszkodzone w wypadkach i skreślone ze stanu PKP. W 1968 roku lokomotywa EU05-29 ustanowiła na szlaku kolejowym ówczesny rekord prędkości wynoszący 174 km/h. W 2003 roku jedna lokomotywa została ponownie oznakowana jako EU05-22 i przemalowana na zielono i przez pewien czas była eksponatem w lokomotywowni Kraków Prokocim. Lokomotywa w 2019 roku została przekazana do Klubu Sympatyków Kolei we Wrocławiu. W 2021 roku została odnowiona otrzymując ponownie pomarańczowe malowanie i oznaczenie EP05-22

#### STK Wrocław
14 marca 2009 roku pięć lokomotyw serii 141 skreślonych z inwentarza ČD zostało sprowadzonych do ZNTK Oleśnica celem naprawy, jednak zdołano tylko dwie sztuki przywrócić do ruchu. 20 października 2012 roku zakończono ich naprawę połączoną z modernizacją, a następnie trafiły do służby w STK Wrocław. Otrzymały oznaczenie 30E1 z numerami stosowanymi w ČD i były eksploatowane w ruchu towarowym. 17 kwietnia 2019 roku obie lokomotywy wystawiono na sprzedaż przez firmę OT Logistic.